# Поццоленго
Поццоленго (итал. Pozzolengo, на мест. диалекте — Pusalengh) — коммуна в Италии, в провинции Брешиа области Ломбардия.
Население составляет 3100 человек, плотность населения составляет 138 чел./км². Занимает площадь 21,4 км². Почтовый индекс — 25010. Телефонный код — 030. С 2009 года главой коммуны является Давиде Веццоли.
Покровителем коммуны почитается священномученик Лаврентий. Праздник ежегодно отмечается 10 августа.